# Czippán Anett
Czippán Anett (Budapest, 1984. március 9. –) televíziós műsorvezető, szerkesztő.

## Életpályája
A Vörösmarty Mihály Gimnázium dráma tagozatán érettségizett. Tanulmányait az egri Eszterházy Károly Tanárképző Főiskolán folytatta, ahol magyar és kommunikáció szakokon szerzett diplomát. Diplomamunkáját a Magyar Televízió gyermekműsoraiból írta.
Televíziós karrierje 1996-ban, az MTV Kölyökidő című műsorában kezdődött. Akkoriban már gyerekmodellként dolgozott, egy fotós ajánlotta neki a műsort. A Kölyökidő 1997-ben megszűnt az MTV-n, majd Nekem 8 néven átköltözött a TV2-re, ahol még féléven keresztül futott, Anett pedig a folytatásnak is állandó szereplője volt.
1999-ben a Duna TV-hez került, ahol a csatorna Talpalatnyi zöld című műsorát vezette. Főiskolai tanulmányai alatt a Rádió Eger hírszerkesztője, valamint a Líceum TV bemondója, műsorvezetője és szerkesztő-riportere volt. 2008-ban csatlakozott a megújuló TV2-höz, ahol az Aktív című magazin műsorvezetője lett. 2014 és 2017 között a FEM3 FEM3 Café, 2015 és 2017 között a TV2 Mokka adásainak műsorvezetőjeként dolgozott.
2018 óta a TV2 Trendmánia című műsorát vezeti. 2021-ben szerepelt a TV2 Passió című, élőben közvetített, musical-szerű show-műsorában.
2021 óta a Tények Plusz szerkesztő-riportere.

## Magánélete
Czippán Anett párja 2022 óta Pintér Miklós kommunikációs szakember, zenei újságíró. 2009-től 2014-ig férje Rendes Zoltán, 2015-től 2021-ig párja Gyöngyösi Szabolcs volt. Két fia született, Rendes Olivér Noel (2011) és Gyöngyösi Soma Noel (2017).

## Műsorai, szereplései
- Kölyökidő (szereplő, MTV, 1996-1997)
- Nekem 8 (szereplő, TV2, 1997)
- Talpalatnyi Zöld (műsorvezető, Duna TV, 1999)
- Aktív (műsorvezető, TV2, 2008-2009)
- Aktív Extra (szerkesztő-műsorvezető, FEM3, 2009-2013)[20]
- ÁllatoZOO (műsorvezető, 2014-2016) [21]
- FEM3 Café (műsorvezető, FEM3, 2014-2017)
- Mokka (műsorvezető, TV2, 2015-2017)
- Ripost (műsorvezető, TV2, 2017-2018)[22]
- Supercar (műsorvezető, TV2, 2017)[23]
- Trendmánia (műsorvezető, TV2, 2018- )
- Tények Plusz (szerkesztő-riporter, TV2, 2021- )